# Compagnie du Chemin de Fer de Semur en Vallon
| Chemin de Fer de Semur en Vallon Le petit train de Semur Muséotrain | Chemin de Fer de Semur en Vallon Le petit train de Semur Muséotrain |
| ------------------------------------------------------------------- | ------------------------------------------------------------------- |
| Streckenverlauf                                                     |                                                                     |
| Streckenlänge:                                                      | 4 km                                                                |
| Spurweite:                                                          | 600 mm (Schmalspur)                                                 |
|                                                                     |                                                                     |

Die Compagnie du Chemin de Fer de Semur en Vallon betreibt eine vier Kilometer lange Museums-Schmalspurbahn mit einer Spurweite von 600 mm in Semur-en-Vallon in Frankreich.

## Streckenverlauf
Die Strecke verläuft von einem dreigleisigen Bahnhof am See zu einem Lokschuppen, in dem historische Schienenfahrzeuge ausgestellt sind, und in der anderen Richtung über eine Kreuzung zu einer Schleife im Wald.

## Geschichte
Im Juli 1968 wurde ein künstlich angelegter See mit Tret- und Ruderbooten sowie zum Angeln und Schwimmen als Freizeitattraktion in Betrieb genommen. Ab 1972 wurden dort anfangs nur 500 Meter lange Decauville-Gleise verlegt, die zuvor in  der Firma Passeneaud in Mondoubleau geborgen worden waren. Anfang der 1980er Jahre wurde die Schmalspurbahn verlängert und ein Depot und ein Museum für die wachsende Sammlung von historischen Schienenfahrzeugen errichtet. Einige Jahre später, 1990, wurde der "Muséotrain" ins Leben gerufen, und 1995 wurde ein richtiger Bahnhof eingeweiht.

## Museum
Im 700 m² großen Museumsgebäude gibt es für die Besucher auf einem 180 m Rundgang außer den Schienenfahrzeugen auch 14 Videos, sechs Vorführungen alter Filme und drei Sound-Räume zu sehen. Ein einzigartiges Ausstellungsstück sind die 1850 erstmals errichteten Kranbrücken aus der Gießerei in Saint-Pavin des Champs bei Le Mans.

## Fahrbetrieb
Der Muséotrain mit 40 Plätzen pro Zug verkehrt vom 5. Juli bis 30. August 2020 täglich und danach vom 1. bis 27. September 2020 an Sonntagen. Für Gruppen sind nach vorheriger Absprache auch bis Ende Oktober auch Sonderfahrten möglich.